# سفاحين الهند (فلم)
سفاحين الهند (بالإنجليزية: Thugs of Hindostan) هو فيلم أكشن ودراما هندي من بطولة النجمين أميتاب باتشان وعامر خان والنجمة كاترينا كيف والنجم جاكي شروف وفاطمة سنا شيخمن إخراج وتأليف فيجاي كريشنا تم عرضه عام 2018م من إنتاج شركتي ياش راج فيلم ولاتينا بكتشيرز للمنتج أديتيا شوبرا. يتحدث الفيلم عن حياة الغوغاء في الهند قبل الاستقلال.

## طاقم التمثيل
- عامر خان
- أميتاب باتشان
- كاترينا كيف
- فاطمة سنا شيخ
- جاكي شروف
- محمد زيشان أيوب
- لويد أوين
- رونيت روي
- شارات ساكسينا
- إيلا أرون

## قصة
في عام 1795 ، عندما كانت شبه القارة الهندية تعرف باسم هندوستان، قتل الملك ميرزا سكندر بيغ على يد جون كلايف.  وتم ذبح سكان مملكته، وتم ضم أرضه من قبل شركة الهند الشرقية. والناجون الوحيدون هم ابنته، ظفيرة بيغ، والجنرال خوداباكش. خوداباكش يهزم جنود العدو المتراجعين، ويربي ظفيرة ابنته، ويدربها على فنون القتال.
بعد سنوات، يقود خوداباكش، والمعروف باسم آزاد أميتاب باتشان، فرقة من قطاع الطرق الهنديين المعروفين باسم السفاحين، والمتخصصون في الحرب البحرية، ويقاتلون بشراسة شركة الهند الشرقية البريطانية المتوسعة التي استولت على هندوستان في ذلك الوقت  وسيطرت على أجزاء كبيرة منها.
قام البريطانيون بتجنيد «فرنجي ملاح» عامر خان، وهو «سفاح حسن النية» الذي ليس له فائدة تذكر، والذي يكسب رزقه من خلال سرقة المستلزمات الضرورية، لمواجهة هذا التحدي. يظهر فرنجي أمام آزاد ويسأله عن ملجأ. آزاد يقبل، وفرنجي يتحول إلى مخبر روتيني للشركة.
عندما يتوقف آزاد ورجاله لأخذ البنادق من حاكم محلي يدعم قضيتهم، يخونهم فرنجي ويسمح لشركة الهند الشرقية بمعرفة موقعهم. عندها تحيط قوات شركة الهند الشرقية بالمستودع الذي يجتمعون فيه مع الحاكم، يُخبر آزاد فرنجي بأنه يعلم أن فرنجي خانه، لكنه لا يزال يعتقد أن فرنجي فيه بعض الخير. بعد مبارزة قصيرة. وحينما كان آزاد على وشك السقوط أنقذه فرنجي. فيرى أزاد أن فرنجي يتعارض مع مشاعره بشأن العمل مع شركة الهند الشرقية ويطلب منه المساعدة. ثم يطلب منه أزاد أن يعتني بظفيرة، ثم يضحّي بمواجهته لقوات شركة الهند الشرقية بمفرده حتى يتمكن فرنجي وظفيرة من الهرب.
في المواجهة النهائية مع البريطانيين في قلعة مهجورة، يقاتل أزاد وظفيرة البريطانيين ويجدون بأنهم يفوقون عددا وأن عددهم يتناقص. فرنجي ورفاقه يظهرون فجأة ويتحول مجرى المعركة. ظفيرة تهزم كلايف، ويتم تحقيق العدالة. يتطلع أزاد إلى السماء ويدرك أن أرض العقم قد آتت ثمارها الآن، مما يشير إلى أن فرنجي أصبح الآن إنسانًا متعاطفًا قادرًا على الحكم.

## وصلات خارجية
- مقالات تستعمل روابط فنية بلا صلة مع ويكي بيانات

لا توجد روابط لمواقع التواصل الاجتماعي.